# 晁蓋
晁 蓋（ちょう がい）は中国の小説で四大奇書の一つである『水滸伝』の登場人物。
初代首領の、王倫の後を継いだ、梁山泊の2代目首領。渾名は托塔天王（たくとうてんのう）もしくは鉄天王（てってんのう）。隣村に谷川の妖怪を鎮めるための宝塔が建てられたせいで、東渓村に妖怪が集まってしまった際、怒った晁蓋がその宝塔を強奪して一人で担いで持ち帰ったことに由来する。仲間内からはよく晁天王（ちょうてんのう）と呼ばれる。登場時の年齢は30代後半～40代前半。がっちりとした体格で怪力の持ち主。朴刀の達人でもあり、分別もある。独身。
宋江と同じく義侠心に厚く、人に分け隔てなく接する人物。ただ、柔和な宋江に比べて厳格なところがあり、多少怒りっぽい。梁山泊に豪傑108人が揃う前に戦死してしまったため、百八星には含まれないが、初期の梁山泊は晁蓋の力によってまとめられたと言えることから、梁山泊の重要人物の一人とされる。

## 生涯
鄆城県出身で東渓村の名主（保正）。武術を好み義に厚い好人物で、困っている人には必ず手を差し伸べ、貧しい人に施し、天下の好漢たちと交わり、頼ってくる者は屋敷に泊め路銀を出してやるなどで、世間に広く名が知れていた。
ある時、晁蓋を訪ねてきた劉唐から、北京の留守司の梁中書から宰相の蔡京に送られる誕生日祝いの品（生辰綱）は、民から搾り取った不義の財であるから奪ってしまおうと持ちかけられる。晁蓋は呉用と相談し、阮小二・阮小五・阮小七・公孫勝・白勝を仲間に加え、呉用の計略で棗売りに変装して楊志率いる生辰綱輸送隊にしびれ薬入りの酒を飲ませることで見事に生辰綱を奪取する。
その後、白勝が官憲に捕まって生辰綱奪取が露顕したが、当時鄆城県の役人（胥吏）だった宋江は晁蓋と義兄弟の契りを結んでいたため密かにいち早く晁蓋に注進し、晁蓋らを逃がしてやった。晁蓋は梁山泊に逃れて仲間入りすることを考えたが、当時の梁山泊の首領の王倫は、晁蓋が優れた人物なので首領の地位を奪われるのではないかと恐れ、仲間入りを拒む。しかし、すでに梁山泊入りしていた林冲が王倫の狭量さに失望して王倫を殺し、晁蓋を新首領として迎え入れた。
その後は首領として梁山泊の取りまとめにあたり、江州で宋江が逮捕された際には自ら軍勢を率いて救出した。ここで晁蓋は宋江に首領の地位を譲ろうとするが宋江は丁重に断った。以後は梁山泊の防衛を晁蓋が、外征を宋江が受け持つようになり、以後晁蓋が軍を率いて出陣して行く事はなかった（本人は何かと出て行きたがったが周囲が止めていた）。しかし梁山泊を倒して名を上げることを目的とする曾頭市の曾家の挑戦を受けると、周囲の反対を押し切って晁蓋が自ら出陣する。しかし、曾家の罠にはまってしまい敗戦。晁蓋自身も曾家武術師範の史文恭が放った毒矢に当たってしまい、なんとか梁山泊に帰還したものの「史文恭を倒した者を次の首領に」という遺言を残して死亡してしまう。
死後は宋江の病気を夢枕に立って知らせ、梁山泊に敗れ逃走を図った史文恭を妨害するなどの霊験を現し、百八星の集結後は忠義堂の奥に祭られ、百八星よりさらに上の梁山泊の守護神という位置づけとなった（彼をその渾名の示すように「托塔天王」すなわち「毘沙門天」の転生とする見方もあるが作中では言及されない）。

## 文化大革命と晁蓋
1970年代初頭、毛沢東が「革命の指導者でありながら、神様に祭り上げられ、一線から弾き出された」晁蓋と「中国革命の指導者でありながら、大躍進の失敗（毛にその認識はなかったが）により、なかば神格化されつつも実権を失った」自分を重ね合わせたため、文化大革命時に大々的な『水滸伝』批判のキャンペーンが繰り広げられ、晁蓋が持ち上げられた。梁山泊一党が革命集団と言えるかどうかは疑問だが、「替天行道」のスローガンなどから、少なくとも毛沢東はそう考えていた。

## 晁蓋の地位の変遷
水滸伝のストーリーが成立する以前から、晁蓋の名は宋江をはじめとする梁山泊盗賊集団の伝説の中に含まれていた。南宋末あるいは元初の成立と思われる龔聖与による絵画「宋江三十六人賛」では晁蓋は第34位とかなり下位に位置している。その後に成立し、水滸伝の原型となった説話集『大宋宣和遺事』における梁山泊説話においては、生辰綱をしびれ薬の酒で奪い取る話、宋江以下全員集合した際にはすでに死去していることなど、現行水滸伝における晁蓋のストーリーの大枠がすでに完成している。しかし、宋江の下に連なる三十六人（総勢では37人）の名簿の中では、晁蓋が第36位（最下位）に位置づけられている。なおあだ名はともに「鉄天王」である。
このようなことになった理由は不明であるが、学界ではいくつかの仮説がある。現在の水滸伝のストーリーが固まるにつれて、宋江の先代首領として物語上の地位が高まり、また「天王」のあだ名から連想される毘沙門天（托塔李天王）のイメージが重ねられたため、晁蓋は「108星の上に位置する番外にして全体の守護神」という位置づけにまで高められたものであろう（宮崎市定『水滸伝　虚構の中の史実』の説）とか、晁蓋から義弟宋江へ後継される話が、趙匡胤・趙匡義兄弟の千載不決の議を元ネタにして創作された後で、宮中の秘事をイメージさせる露骨な話は、時の政府を批判すると取られそうだということから、更に改変されて現在の形になったとも言われている。（大塚秀高『天書と泰山 : 『宣和遺事』よりみる『水滸伝』成立の謎』）